# Doña Bárbara (serial)
Dona Barbara (Doamna Barbara) este o telenovela spaniola produsă de televiziunile Telemundo, Sony Pictures Television Internacional si RTI Columbia. Edith González și Christian Meier sunt protagoniștii acestei telenovele, o adaptare a nuvelei cu același nume, scrisă în anul 1929 de scriitorul venezuelean Rómulo Gallegos. A fost difuzată în 31 de țări.